# Cap Bouak
Cap Bouak är en udde i Algeriet.   Den ligger i provinsen Béjaïa, i den norra delen av landet, 180 km öster om huvudstaden Alger.
Terrängen inåt land är lite kuperad. Havet är nära Cap Bouak åt nordost.  Närmaste större samhälle är Béjaïa, 2,0 km väster om Cap Bouak. 